# Julian Hochfeld
Julian Hochfeld (ur. 16 sierpnia 1911 w Rzeszowie, zm. 21 lipca 1966 w Paryżu) – socjolog, profesor Uniwersytetu Warszawskiego, nauczyciel i wychowawca grupy polskich socjologów, poseł do Krajowej Rady Narodowej, na Sejm Ustawodawczy oraz na Sejm PRL I i II kadencji.

## Życiorys
Był synem Wilhelma. 23 maja 1929 ukończył I Gimnazjum Państwowe w Rzeszowie. W latach 1930–1934 studiował na Wydziale Prawa Uniwersytetu Jagiellońskiego. Tam związał się także z ruchem socjalistycznym jako członek i działacz ZNMS i PPS; w latach studenckich był m.in. redaktorem pisma młodzieży socjalistycznej „Płomienie” i współautorem programowej publikacji lewicy socjalistycznej pod tytułem „Gospodarka, polityka, taktyka, organizacja socjalizmu”.
Po ukończeniu studiów w Krakowie kontynuował je w paryskiej École des Sciences Politiques. Po powrocie do kraju został jednym z redaktorów związanego z KPP legalnego „Dziennika Popularnego”. Przyjaźnił się w tych czasach m.in. ze Stanisławem Dubois, którego potem często i chętnie wspominał. Działał w Warszawskiej Spółdzielni Mieszkaniowej, współpracując w niej z komunistami i innymi ludźmi lewicy. Te tradycje „żoliborskiego socjalizmu” przypominał po latach – w przemówieniu na sesji Dzielnicowej Rady Narodowej Warszawa-Północ w 1946.
Równocześnie nie zaprzestawał twórczości naukowej – w 1937 uzyskał na Uniwersytecie Jagiellońskim doktorat w zakresie ekonomii politycznej i statystyki; praca doktorska poświęcona była problemom ubezpieczeń społecznych.
Lata wojenne spędził najpierw w Związku Sowieckim, potem – w szeregach 2 Korpusu na Bliskim Wschodzie i wreszcie w Londynie, skąd powrócił do kraju w 1945. Zaraz po powrocie przystąpił do pracy politycznej. Został posłem do Krajowej Rady Narodowej, potem do Sejmu Ustawodawczego i do Sejmu PRL I oraz II kadencji; był członkiem Centralnego Komitetu Wykonawczego koncesjonowanej PPS, przewodniczącym Związku Parlamentarnego Polskich Socjalistów, redaktorem naczelnym „Przeglądu Socjalistycznego” i „Robotnika”, prezesem spółdzielni wydawniczej „Wiedza”. Był też krótko wiceprezesem Centralnego Urzędu Planowania. Od pierwszych chwil po powrocie do kraju dużo pisał. Wybór artykułów z tego okresu (lata 1945–1946), podejmujących żywe i palące problemy natury politycznej, zawarty jest w książce My socjaliści. Wypowiadał się także w kwestiach teoretycznych – o znaczeniu marksizmu w nauce polskiej oraz o humanizmie socjalistycznym.
Rok 1948 oznacza wymuszone czystką polityczną we władzach PPS i całej partii przejście Hochfelda do pracy naukowej. Jako profesor Szkoły Głównej Planowania i Statystyki oraz Szkoły Głównej Służby Zagranicznej wykładał teorię rozwoju społecznego, a następnie materializm dialektyczny i historyczny. W 1951 objął kierownictwo Zakładu Materializmu Historycznego na Uniwersytecie Warszawskim, gdzie m.in. zainicjował w latach 1952–1956 zespołowe badania nad przeobrażeniami bytu i świadomości klasy robotniczej w Polsce. Były to jedne z bardzo nielicznych w tych latach empirycznych badań socjologicznych w Polsce i w ogóle w krajach bloku wschodniego.
W latach 1948–1954 był zastępcą członka Komitetu Centralnego PZPR, był także posłem na Sejm. W okresie przemian politycznych 1956, w miesiącach poprzedzających tzw. polski październik, Hochfeld odważnie i jasno angażował się na rzecz linii demokratyzacji. W latach 1957–1958 był wiceprzewodniczącym Klubu Poselskiego PZPR. Zajmował się zagadnieniami roli parlamentaryzmu w polskim systemie politycznym (artykuł Z zagadnień parlamentaryzmu w warunkach demokracji ludowej), rozwoju demokratycznej samorządności w systemie władzy lokalnej; zwracał się ku tradycjom polskiej myśli socjalistycznej, w których widział przeciwwagę dla ideologicznych następstw stalinizmu (studia nad dorobkiem Róży Luksemburg oraz Kazimierza Kelles-Krauza)
W latach 1957–1959 Hochfeld kierował Polskim Instytutem Spraw Międzynarodowych. Jednocześnie, do czasu wyjazdu do Paryża, w latach 1957–1962 zajmował się studiami nad marksistowską teorią społeczeństwa, a także socjologią stosunków politycznych. Rozwój tej drugiej dziedziny w Polsce Ludowej wiązał się ściśle z inicjatywami ze strony Hochfelda. W 1957 stworzył on na Uniwersytecie Warszawskim Katedrę Socjologii Stosunków Politycznych i podjął redagowanie „Studiów Socjologiczno-Politycznych” – jedynego specjalistycznego pisma w tej dziedzinie w krajach demokracji ludowej.
Ostatni okres życia Hochfelda – lata 1962–1966 – to działalność na stanowisku zastępcy dyrektora departamentu nauk społecznych UNESCO, w Paryżu, gdzie zmarł na atak serca. Został pochowany w Alei Zasłużonych na cmentarzu Wojskowym na Powązkach (kwatera A28-tuje-5). W pogrzebie wziął udział m.in. premier Józef Cyrankiewicz. Przemówienia żałobne wygłosili: członek Biura Politycznego KC PZPR Zenon Kliszko, minister szkolnictwa wyższego Henryk Jabłoński oraz redaktor naczelny czasopisma Świat Stefan Arski.

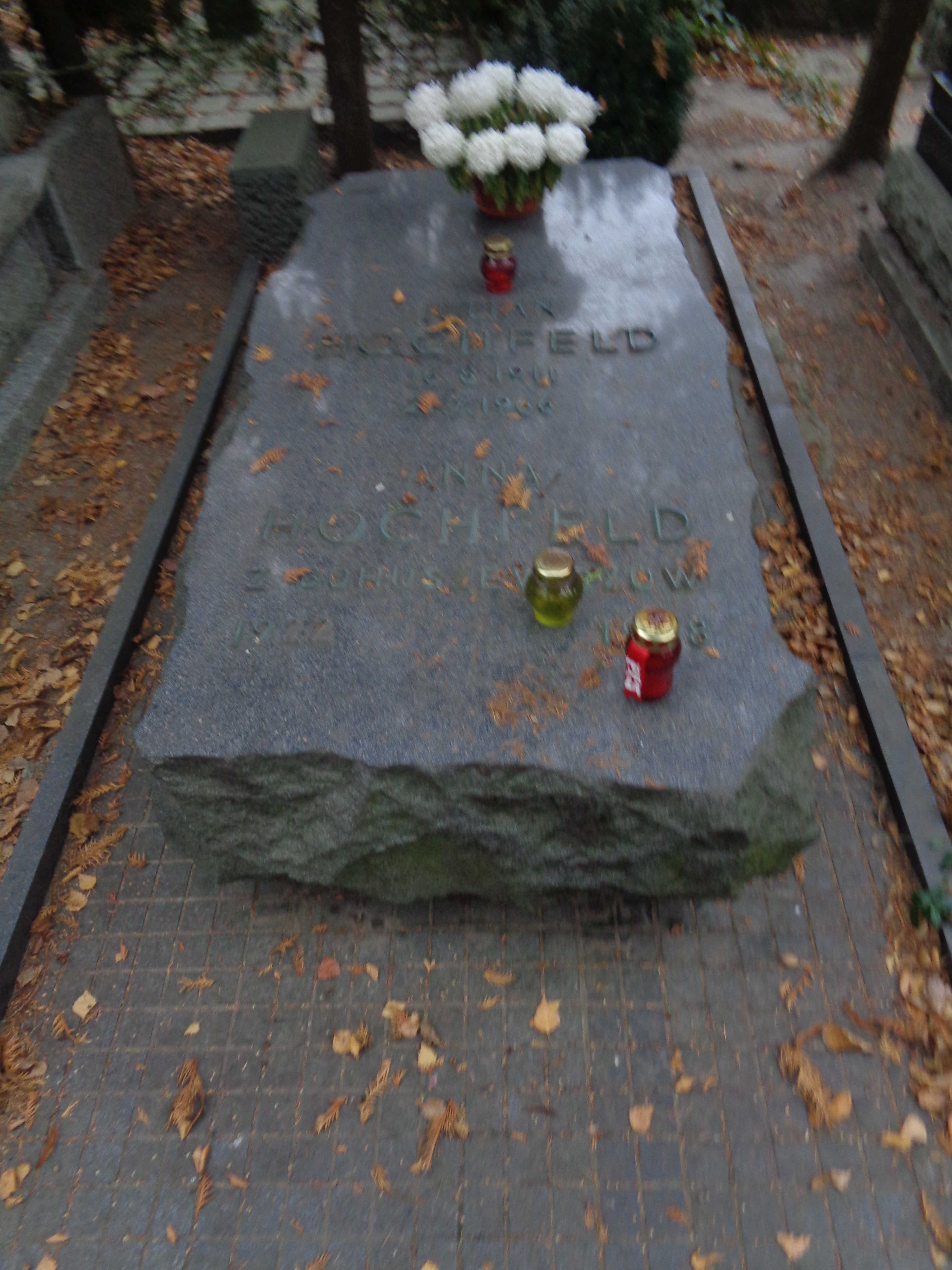
Grób Juliana Hochfelda na cmentarzu Wojskowym na Powązkach

Był jednym z najwybitniejszych polskich socjologów marksistowskich i teoretyków polskiego socjalizmu XX wieku. Pod jego kierunkiem pracę doktorską obronił w 1956 Zygmunt Bauman.

## Życie prywatne
Mieszkał w Warszawie. Był żonaty z Anną Anielą z domu Bohuszewicz (1922–1988).

## Główne prace
- Studia o marksowskiej teorii społeczeństwa (PWN, 1963).
- Marksizm, socjologia, socjalizm. Wybór pism (Biblioteka Socjologiczna, PWN, 1982).

## Ordery i odznaczenia
- Krzyż Komandorski Orderu Odrodzenia Polski
- Krzyż Oficerski Orderu Odrodzenia Polski (15 czerwca 1946)[5]
- Medal 10-lecia Polski Ludowej (19 stycznia 1955)[6]